# Louis Liard
Louis Liard, född 22 augusti 1846, död 21 september 1917, var en fransk filosof och pedagog.
Liard utövade ett betydande pedagogiskt inflytande som ledare för det högre skolväsendet i Frankrike. I filosofiskt avseende företrädde han en kritisk idealism under påverkan av Immanuel Kant, Charles Renouvier och Jules Lachelier. Bland hans många skrifter märks De Democrito philosopho (1873), La science positive et la métaphysique (1879), Descartes (1881), samt L'enseignement supérieur en France (2 band, 1888-94).